# Raffaele Cecco
Raffaele Cecco (Londra, 10 maggio 1967) è un autore di videogiochi britannico, noto soprattutto per i suoi successi dell'epoca degli home computer.
Si fece un nome sviluppando Equinox e poi divenne più conosciuto per giochi della Hewson come Exolon e la serie di Cybernoid.

## Storia
Raffaele Nicholas Cecco, nato a Londra, ha origini italiane e greche; sua madre è francese di Marsiglia.
Secondo la sua testimonianza, Cecco fece il suo primo incontro con i videogiochi con una primitiva console Binatone e iniziò a programmare quando ottenne il relativamente economico computer Sinclair ZX81, ma imparò seriamente quando si procurò uno ZX Spectrum, più affidabile e meglio supportato da libri.
Stava ancora studiando per gli Advanced Level a scuola quando mandò alcuni demo di propri giochi a tre-quattro aziende di videogiochi e fu richiamato dalla Mikro-Gen per un colloquio. L'azienda gli offrì un posto di lavoro e Cecco decise di lasciare la scuola per accettarlo. Fu assunto come programmatore a soli 17 anni.
All'epoca veniva lasciata molta libertà al singolo sviluppatore nel realizzare un gioco. Cecco in realtà non aveva ancora mai creato un gioco professionale completo, ma sostiene di aver imparato molto da Chris Hinsley della Mikro-Gen. Il suo primo lavoro fu Equinox (uscito nel 1986), che fu piuttosto apprezzato dalla critica. Inizialmente Hinsley lo aiutò molto con il game design di Equinox, ma Cecco fece tutto il resto dello sviluppo, compresa la grafica.
Inizialmente Cecco programmava praticamente solo per lo Spectrum, ma fece anche le conversioni per Amstrad CPC, relativamente facili dato che i due computer si basano sullo stesso microprocessore. Le conversioni per Commodore 64 erano invece opera di Nick Jones, che sapeva sfruttare al meglio la macchina. L'Amstrad CPC divenne poi il sistema prediletto di Cecco, finché rimase nell'ambito dei computer a 8 bit. Per sviluppare la grafica utilizzò Art Studio su Atari ST.
Cecco passò un anno con la Mikro-Gen. Sostiene che la lasciò perché l'azienda aveva perso l'orientamento e probabilmente ormai stava stretta a gran parte del personale sviluppatore.
In seguito divenne per un po' un autore indipendente, per poi legarsi alla Hewson, ma come libero professionista che lavorava da casa.
Per la Hewson realizzò i titoli di successo Exolon, Cybernoid, Cybernoid II, Stormlord e Deliverance.
Diversi classici di Cecco furono molto apprezzati anche per le musiche, ma queste erano interamente opera di suoi colleghi.
Su proposta della Hewson, che ci guadagnava in pubblicità, Cecco per diversi mesi del 1988-89 scrisse una rubrica di sviluppo sulla rivista videoludica Crash. All'epoca contribuì a dargli notorietà nell'ambiente.
La Hewson volle anche, di propria iniziativa, intitolare a Cecco la raccolta Cecco Collection, un raro caso di raccolta che prende il nome dall'autore dei giochi.
In seguito Cecco passò anche allo sviluppo per sistemi a 16 bit a partire da First Samurai (Image Works, 1991), altro titolo di successo. Con il passaggio a questa generazione smise di occuparsi personalmente della grafica, dato che servivano doti di disegno più avanzate rispetto ai sistemi a 8 bit, e lui non era un artista.
Lavorò per qualche anno come libero professionista per lo studio di sviluppo Vivid Image, partecipando tra l'altro allo sviluppo di First Samurai, Second Samurai e Street Racer.
Dopo un po' di attività nel settore computer e console a 16 bit, si mise in proprio cofondando nel 1995 lo studio di sviluppo King of the Jungle Ltd. di Londra. Il nome dello studio (lett. "Re della giungla") derivava da un'idea di Cecco per un picchiaduro tra animali che non fu mai realizzato.
Cecco passò così allo sviluppo per PlayStation e contestualmente passò anche dal 2D al 3D e dalla programmazione in linguaggio macchina a un linguaggio di alto livello.
La King of the Jungle, che produsse B-Movie e alcuni altri titoli meno originali, non raggiunse mai la fama dei successi di Cecco del passato e chiuse nel 2003.
L'ultimo gioco a cui Cecco lavorò come programmatore principale fu Galaga: Destination Earth per PlayStation, mentre l'ultimo prodotto fu GrooveRider, uscito dopo la liquidazione della King of the Jungle.
In seguito Cecco abbandonò del tutto il settore videogiochi, e sostiene di aver smesso anche di giocarci, ma rimase attivo nel campo della programmazione, in particolare per il Web.
Ha lavorato come ingegnere informatico per il London Stock Exchange Group e ha pubblicato il libro Supercharged JavaScript graphics (O'Reilly Media, 2011), tradotto in coreano, cinese e giapponese.
Gli è stato dedicato il titolo del videogioco rétro Cecconoid (2019), ispirato a Cybernoid.

## Videogiochi
Elenco probabilmente esaustivo dei giochi sviluppati almeno in parte da Cecco, con i ruoli da lui ricoperti:
- Cop-Out (Mikro-Gen, 1986), sviluppo per CPC e Spectrum
- Equinox (Mikro-Gen, 1986), programmazione per CPC e Spectrum
- Draughts Genius (Rack-It, 1987), co-sviluppo
- Exolon (Hewson, 1987), design e programmazione per CPC e Spectrum
- Solomon's Key (U.S. Gold, 1987), programmazione conversione per Spectrum
- Star Tip 7 (Dennis Publishing, 1987), utilità pubblicata su Your Sinclair
- Cybernoid: The Fighting Machine (Hewson, 1988), design e programmazione per CPC e Spectrum
- Cybernoid II: The Revenge (Hewson, 1988), design e programmazione per CPC e Spectrum
- Licence to Kill (Domark, 1989), programmazione conversione per Spectrum
- Stormlord (Hewson, 1989), co-design e programmazione per CPC e Spectrum
- Deliverance: Stormlord II (Hewson, 1990), design e programmazione per CPC e Spectrum
- Time Machine (Mediagenic, 1990), design e programmazione per CPC e Spectrum
- First Samurai (Image Works, 1991), co-design e programmazione per Amiga e Atari ST
- Second Samurai (Psygnosis, 1993), co-design e programmazione
- Street Racer (Ubisoft, 1994), co-design e co-programmazione per Mega Drive
- Agent Armstrong (Virgin, 1997), capo design e capo programmazione
- B-Movie (GT Interactive, 1998), co-design e co-programmazione
- Galaga: Destination Earth (Hasbro, 2000), capo programmazione
- Championship Manager Quiz (Eidos, 2001), capo programmazione
- GrooveRider: Slot Car Thunder (Play It/Encore, 2003), direzione tecnica e co-programmazione per PlayStation 2

Cecco lavorò anche a Explosion Royale, una sorta di Metal Slug in 3D per PlayStation 2 e PC, il cui sviluppo alla King of the Jungle fu abbandonato allo stato di demo giocabile, perché non si trovò un editore.